# 佩濟諾克

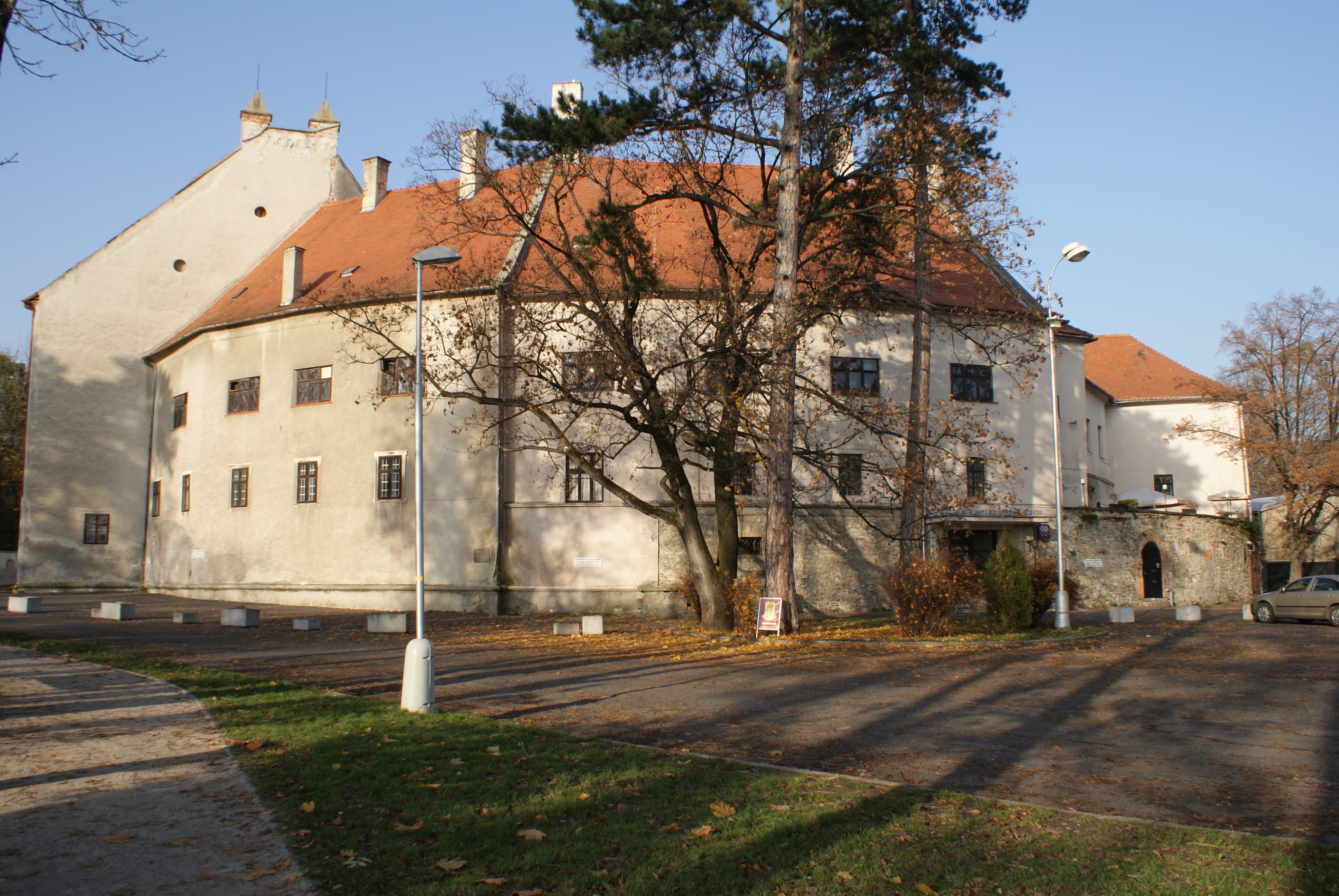

佩濟諾克是斯洛伐克的城鎮，位於該國西南部，由布拉迪斯拉發州負責管轄，面積72.56平方公里，海拔高度152米，2005年人口21,334，其中六成居民信奉羅馬天主教。

## 外部連結
- Official Website （页面存档备份，存于）
- Panoramaaussicht von Pezinok (Lutheranischer Kirchenturm) （页面存档备份，存于）
- Pezinok - Spectacular Slovakia （页面存档备份，存于）